# Екс-ан-От
Екс-ан-От (фр. Aix-en-Othe) — колишній муніципалітет у Франції, у регіоні Гранд-Ест, департамент Об. Населення — 2450 осіб (2011).
Муніципалітет був розташований на відстані близько 125 км на південний схід від Парижа, 95 км на південний захід від Шалон-ан-Шампань, 27 км на захід від Труа.

## Історія
До 2015 року муніципалітет перебував у складі регіону Шампань-Арденни. Від 1 січня 2016 року належав до нового об'єднаного регіону Гранд-Ест.
1 січня 2016 року Екс-ан-От, Палі i Вільмор-сюр-Ванн було об'єднано в новий муніципалітет Екс-Вільмор-Палі.

## Демографія
Динаміка населення (INSEE ):
Розподіл населення за віком та статтю (2006):
| Стать | Всього | До 15 років | 15-24 | 25-44 | 45-64 | 65-85 | Понад 85 |
| --- | ------ | ----------- | ----- | ----- | ----- | ----- | -------- |
| Чоловіки | 1144   | 217         | 130   | 256   | 284   | 197   | 60       |
| Жінки | 1203   | 177         | 106   | 236   | 336   | 264   | 84       |
| \| Статево-вікова піраміда \| Статево-вікова піраміда \| Статево-вікова піраміда \| \| ----------------------- \| ----------------------- \| ----------------------- \| \| Чоловіки \| Вік \| Жінки \| \| 60 \| 85 + \| 84 \| \| 32 \| 80-84 \| 59 \| \| 63 \| 75-79 \| 63 \| \| 63 \| 70-74 \| 91 \| \| 39 \| 65-69 \| 51 \| \| 71 \| 60-64 \| 83 \| \| 95 \| 55-59 \| 91 \| \| 59 \| 50-54 \| 63 \| \| 59 \| 45-49 \| 99 \| \| 59 \| 40-44 \| 55 \| \| 67 \| 35-39 \| 55 \| \| 75 \| 30-34 \| 63 \| \| 55 \| 25-29 \| 63 \| \| 71 \| 20-24 \| 51 \| \| 59 \| 15-20 \| 55 \| \| 67 \| 10-14 \| 47 \| \| 75 \| 5-9 \| 83 \| \| 75 \| 0-4 \| 47 \| |        |             |       |       |       |       |          |
| Статево-вікова піраміда |        |             |       |       |       |       |          |
| Чоловіки | Вік    | Жінки       |       |       |       |       |          |
| 60 | 85 +   | 84          |       |       |       |       |          |
| 32 | 80-84  | 59          |       |       |       |       |          |
| 63 | 75-79  | 63          |       |       |       |       |          |
| 63 | 70-74  | 91          |       |       |       |       |          |
| 39 | 65-69  | 51          |       |       |       |       |          |
| 71 | 60-64  | 83          |       |       |       |       |          |
| 95 | 55-59  | 91          |       |       |       |       |          |
| 59 | 50-54  | 63          |       |       |       |       |          |
| 59 | 45-49  | 99          |       |       |       |       |          |
| 59 | 40-44  | 55          |       |       |       |       |          |
| 67 | 35-39  | 55          |       |       |       |       |          |
| 75 | 30-34  | 63          |       |       |       |       |          |
| 55 | 25-29  | 63          |       |       |       |       |          |
| 71 | 20-24  | 51          |       |       |       |       |          |
| 59 | 15-20  | 55          |       |       |       |       |          |
| 67 | 10-14  | 47          |       |       |       |       |          |
| 75 | 5-9    | 83          |       |       |       |       |          |
| 75 | 0-4    | 47          |       |       |       |       |          |

## Економіка
2010 року серед 1352 осіб працездатного віку (15—64 років) 922 були активними, 430 — неактивними (показник активності 68,2%, у 1999 році було 69,7%). З 922 активних мешканців працювало 750 осіб (383 чоловіки та 367 жінок), безробітними було 172 (88 чоловіків та 84 жінки). Серед 430 неактивних 94 особи були учнями чи студентами, 202 — пенсіонерами, 134 були неактивними з інших причин.

У 2010 році в муніципалітеті числилось 1104 оподатковані домогосподарства, у яких проживали 2461,0 особи, медіана доходів виносила 16 229,5 євро на одного особоспоживача